# La jaula de oro (film, 1987)
Pour les articles homonymes, voir La jaula de oro.

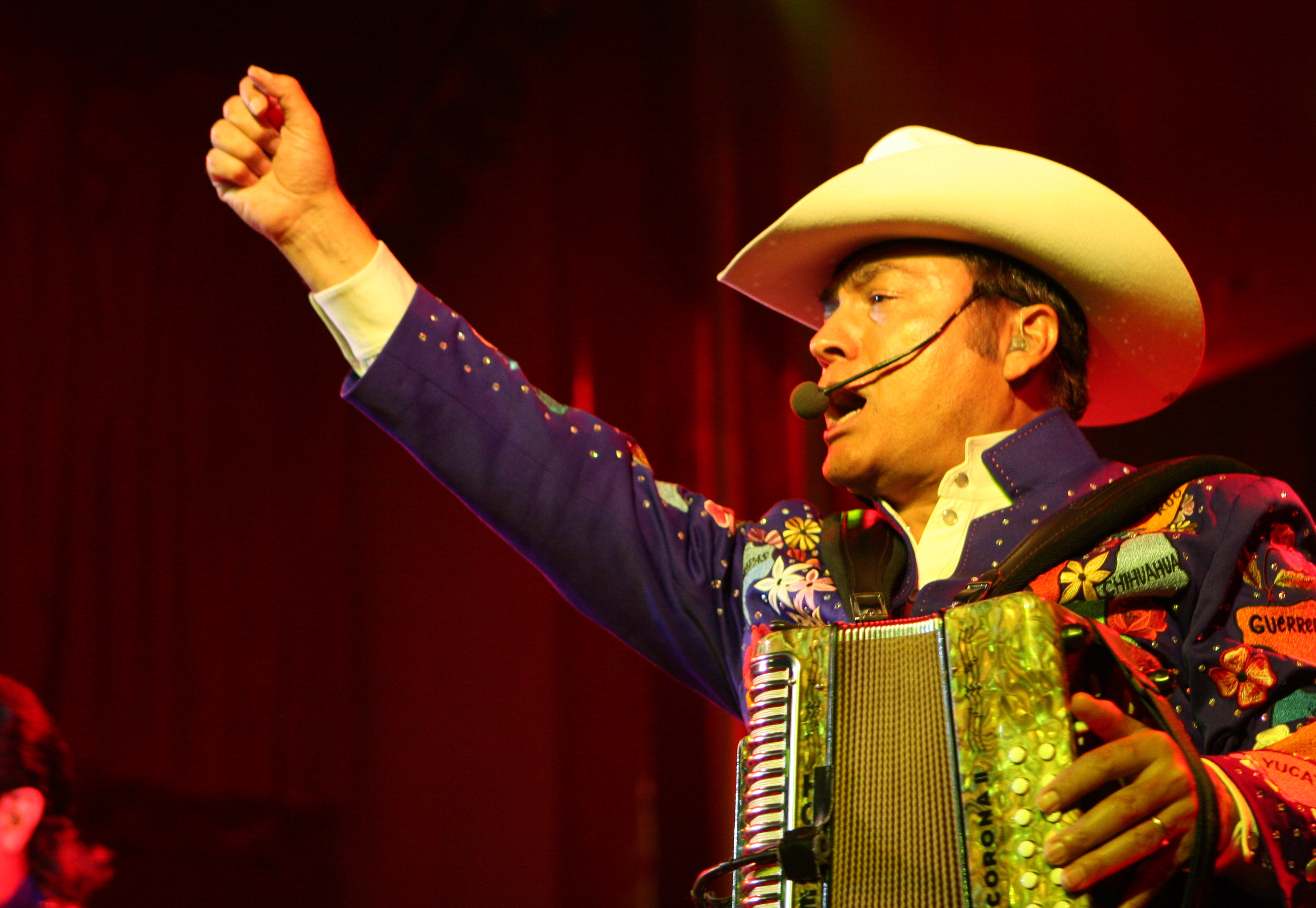
Les Tigres du Nord (Sala Apolo (Barcelone))

La jaula de oro est un film mexicain réalisé par Sergio Véjar, sorti en 1987.
Sergio Véjar s'est inspiré, pour réaliser ce film, du corrido La jaula de oro.